# Id Tech 2
Az id Tech 2, vagy más néven a Quake II motor az id Software által kifejlesztett videójáték-motor, amelyet a játékaikhoz használtak (mint például a híres Quake II-höz), továbbá az id Tech-sorozat második része. Amióta kiadták a játékot (1997), azóta több más videójátékhoz is licencelték a motort, majd 2001. december 22-én John Carmack kiadta GNU General Public License alatt a forráskódját.
A motor egyik legfőbb újítása a hardver-gyorsítás, amelyet kifejezetten az OpenGL-lel értek el, a hagyományos szoftver rendererrel egyetemben. Egy másik érdekes újdonság szerepel a motorban, mégpedig az alosztályok dinamikus csatolású könyvtárakba (dll) való bekategorizálása, amely lehetővé tette mind a két renderelést, az OpenGL-eset és a szoftvereset, azon könyvtárak betöltésével és kitöltésével. A könyvtárak a játék logikájára is építkeztek, mégpedig a következő két okból:
- Az id úgy adta ki a forráskódot, hogy egyszerre megengedte a motoron való szabad módosításokat bárki számára, de azért közben megtartotta magának a motor maradék részét.
- Amióta az eredeti platformra szerkesztettek, az értelmező program helyett, azóta jóval gyorsabban tudják futtatni a programot a Quake-es megoldással szemben, amely a játék logikai részét egy korlátolt értelmező program képezte, amely a QuakeC.

Az id a pályák kialakításához a BSP (Binary Space Partitioning) módszert használták, csak úgy, mint az előző motorjaikhoz is. Az e módszerrel térbeli alakzatokkal ellátott pályák ezután egy lightmap eljáráson mentek keresztül, amikor is a pálya minden felületére kiszámolták a fényforrásokat, majd egy képként eltárolták a pálya fájljába. Végül ebből a képből meghatározták a fényforrások erősségét, hogy a például a játékban szereplő modellekre milyen erősséggel vetüljön a fény.

## A motort használó játékok
- 1997 – Quake II  (id Software)
- 1998 – Heretic II (Raven Software)
- 1998 – SiN (Ritual Entertainment)
- 1999 – Kingpin: Life of Crime (Xatrix Entertainment)
- 2000 – Soldier of Fortune (Raven Software)
- 2000 – Daikatana (Ion Storm)
- 2001 – Anachronox (Ion Storm)

## Külső hivatkozások
- Hivatalos id Tech 2 licensing oldal (angolul)
- id Tech 2 motorral használt játékok listája (angolul)